# Benne Holwerda
Benne Holwerda (Marrum, 22 september 1909 - Kampen, 30 april 1952) was een Nederlandse theoloog, predikant en hoogleraar. Hij studeerde theologie aan de Theologische Hogeschool Kampen (Oudestraat). Vervolgens werd hij predikant te Kantens en Amersfoort. In zijn periode te Amersfoort maakte hij zich los van de Gereformeerde Kerken in Nederland en ging over naar de Gereformeerde Kerken vrijgemaakt. In 1945 werd hij hoogleraar in de oudtestamentische vakken aan de Theologische Hogeschool Kampen (Broederweg), die was opgericht door de Gereformeerde Kerken vrijgemaakt. Hij werd bekend door zijn nieuwe aanpak van preken, de zogenaamde heilshistorische prediking, waarin de historische situatie in de voortgang van Gods heil verdisconteerd werd. Hij verzette zich hiermee tegen ‘exemplarische’ prediking waarbij het bijbelse verhaal verwordt tot een illustratieve functie bij een bepaalde ‘waarheid’ op ethisch of dogmatisch vlak. Het bijbelse verhaal wordt tot voorbeeld en het roept een fragmentarische omgang met de Bijbel op. Cornelis Trimp stelt dat Holwerda wil protesteren tegen de forcerende, vervluchtigende, onzuivere en nivellerende parallellisering van vroeger en nu, zoals dat in de moralistische, dogmatische, allegorische en goedkoop-typologische prediking pleegt te gebeuren.

## Publicaties
- Rondom 1905 - 1944
- De crisis van het gezag - 1947
- De Reformatie van onzen 'omgang' - 1947
- Begonnen hebbende van Mozes - Terneuzen 1953
- De dingen die ons van God geschonken zijn. Catechismuspredicatien, 4 delen - Goes 1953-1955
- Een levende hoop. Een serie prekenbundels, 6 delen - Enschede 1953-1955
- Oudtestamentische voordrachten, 3 delen - Kampen 1954-1972
- De wijsheid die behoudt. De betekenis van verbond en kerk voor huwelijk, gezin en jeugd - Goes 1958
- Populair-wetenschappelijke bijdragen - Goes 1962
- Seminariedictaat Jozua en Richteren (3e druk)- Kampen 1971
- Dictaat exegese Psalm 89 - Kampen z.j.